# كفر خليفة
قرية كفر خليفة هي إحدى القرى التابعة لمركز إيتاي البارود في محافظة البحيرة في جمهورية مصر العربية. حسب إحصاءات سنة 2006، بلغ إجمالي السكان في كفر خليفة 1689 نسمة، منهم 833 رجل و856 امرأة.